# Vyvyan Holland
Vyvyan Oscar Beresford Wilde, OBE (3 de noviembre de 1886 – 10 de octubre de 1967), nacido en Londres, fue un autor y traductor británico. Fue el segundo hijo de Oscar Wilde y Constance Lloyd, después de su hermano Cyril.

## Vida
Después de que Wilde fue declarado culpable de "ultraje contra la moral pública" y fuera encarcelado, Constance cambió su apellido y el de sus hijos por el de Holland.
Se marchó con sus hijos a Suiza y los inscribió en un colegio inglés en Alemania. Vyvyan no fue feliz allí.  Por esta razón y para mejorar su seguridad, se trasladó a Vyvyan a un colegio jesuita en Mónaco. Se convirtió al catolicismo y posteriormente asistió al Stonyhurst College, dirigido también por jesuitas.  Sin embargo, su hermano Cyril permaneció en el colegio de Alemania.  Tras la muerte de Constance en 1898, sus familiares solicitaron asistencia legal para evitar que Oscar Wilde pudiera volver a ver a sus hijos.
Debido a la aversión hacia su padre, Vyvyan Holland no fue admitido en la Universidad de Oxford, y en su lugar estudió derecho en Trinity Hall en la Universidad de Cambridge en 1905 pero se aburriría de sus estudios y dejaría la universidad en 1907. El 20 de julio de 1909, Holland acompañó al viejo amigo de su padre, Robert Ross, como testigo del traslado de los restos de su padre desde el cementerio de Bagneux Cemetery al Cementerio del Père Lachaise en París. 
A los 22 años, Holland reanudó sus estudios de derecho y fue aceptado en el Colegio de Abogados de Inglaterra y Gales (Bar of England & Wales) del Inner Temple en 1912. Comenzó a escribir poesía y relatos breves.
La primera esposa de Holland fue Violet Craigie, con la que contrajo matrimonio en 1913. Al comienzo de la Primera Guerra Mundial en 1914 fue nombrado subteniente en el Cuerpo de Intérpretes, pero más tarde fue trasladado a la Batería 114, XXV Brigada de la Royal Field Artillery. Holland fue licenciado el 27 de julio de 1919 y se le otorgó la Orden del Imperio Británico. Su hermano Cyril fue abatido por un francotirador alemán el 9 de mayo de 1915 durante la Batalla de Festubert.
Se convirtió en autor y traductor. A comienzos de la Segunda Guerra Mundial, se le ofreció un puesto como traductor y editor en la BBC, puesto que desempeñó durante seis años. En septiembre de 1943, contrajo matrimonio con su segunda esposa, Dorothy Thelma Helen Besant. En 1947, Holland y Thelma Holland se trasladaron a Australia y Nueva Zelanda, ya que la señora Holland había sido invitada a dar una serie de conferencias sobre la moda de siglo XIX en Australia. La pareja residió en Melbourne de 1948 a 1952. 
Su único hijo, Merlin Holland, se convertiría en editor, comerciante de cerámica y cristal y escritor, editando y publicando diversas obras sobre su abuelo.
Holland murió en Londres en 1967 a la edad de 80 años.

## Obra
| Año  | Obra                                | Notas |
| ---- | ----------------------------------- | --- |
| 1954 | Son of Oscar Wilde                  | N.º de páginas: 272 págs. Encuadernación: Tapa dura. Editorial: E.P. Dutton. Idioma: inglés. Descripción: Memorias del autor.                                                        |
| 1960 | Oscar Wilde - a pictorial biography | N.º de páginas: 144 págs. Encuadernación: Tapa dura. Editorial: Thames and Hudson. Idioma: inglés. Descripción: Biografía pictórica de Wilde, con fotos y dibujos en blanco y negro. |